# Perigeo
Perigeo foi um grupo musical italiano de estilo fusão e de rock progressivo, dos anos 1970, guiado por Giovanni Tommaso. Era composto por elementos com formação jazz com influências de jazz-rock dos álbuns do Weather Report e dei Soft Machine, além do italiano Area.

## História
O seu primeiro disco, Azimut (1972), alcança rapidamente bons resultados. No sucessivo álbum Abbiamo tutti un blues da piangere (1973) as músicas são mais diversificadas em de tendência rock, fusão e funky jazz. No sucessivo álbum 
Genealogia (1974), as canções são de alto nível, mais agradáveis, com maior utilização do sintetizador. Já o quarto disco, La valle dei Templi (1975), conta com a presença de Tony Esposito na percussão. É dada, portanto, maior importância ao ritmo. O grupo obtém um bom reconhecimento comercial. Com Non è poi così lontano (1976), gravado no Canadá, o Perigeo exalta ao máximo os dotes técnicos dos músicos, mas o estilo é de jazz-rock.
Em 1978, todos os membros do grupo participam da gravação do disco Ullu do cantor Giovanni Ullo.

### Perigeo Special
Em 1980, após uma longa pausa, na qual o grupo foi oficialmente dissolvido, ocorre uma reunião para a produção do duplo álbum Alice, no qual o jazz-rock se alterna com músicas de estilo mais pop. Na etiqueta do mesmo a denominação do grupo consta como Perigeo Special, mas os componentes são os originais.

### New Perigeo
Sucessivamente, Giovanni Tommaso reforma o grupo com novos membros e dá vida ao New Perigeo. Essa formação participa da realização do Q Concert, de 1981, um EP com Rino Gaetano e Riccardo Cocciante, além do LP Effetto amore, após o qual o grupo se dissolve definitivamente.

## Formação

### Perigeo
- Giovanni Tommaso (contrabaixo, baixo elétrico)
- Franco D'Andrea (teclado)
- Bruno Biriaco (bateria)
- Claudio Fasoli (saxofone)
- Tony Sidney (guitarra)

### New Perigeo
- Giovanni Tommaso (contrabaixo, baixo elétrico)
- Danilo Rea (Teclado (teclado)
- Agostino Marangolo (bateria)
- Maurizio Giammarco (saxofone)
- Carlo Pennisi (guitarra)

## Discografia

### Perigeo

#### 33 rotações
- 1972 - Azimut (RCA Italiana, PSL 10555)
- 1973 - Abbiamo tutti un blues da piangere (RCA Italiana, PSL 10609)
- 1974 - Genealogia (RCA Italiana, TPL 1-1080)
- 1975 - La valle dei templi (RCA Italiana, TPL 1-1175)
- 1976 - Non è poi così lontano (RCA Italiana, TPL 1-1228) (publicado nos EUA, em 1977, com o título Fata Morgana)

#### Singles
- 1975 - La valle dei templi/Tamale, RCA Italiana]
- 1976 - Movie Rush (La febbre del cinema)/Tema di alba (RCA Original Cast, TPBO 1224)
- 1976 - Fata Morgana/Take Off (RCA Original Cast, TPBO 1278)

#### Live
- 1990 - Live at Montreaux  (RCA Italiana, 74321 149842)
- 1990 - Live in Italy 1976 (Contempo, CONTE 156)

#### Antologia
- 1977 - Attraverso il Perigeo, RCA Italiana

#### Participações em compilações
- 1973 - Free Dimension (RCA Italiana, CKAY 27134; contém Grandangolo e Aspettando il nuovo giorno)
- 1975 - Trianon 75 - Domenica mattina (RCA Italiana, TCM2-1178; album live contenente Via Beato Angelico)

#### Colaborações com outros artistas
- 1978 - Ullu di Giovanni Ullu, RCA Italiana

### Perigeo Special
- 1980 - Alice, RCA Italiana (Extended Play).

### New Perigeo

#### Album
- 1981 - Effetto amore, RCA Italiana

#### Participações em compilações
- 1981 - Q Concert (1981), RCA Italiana (Extended play com Rino Gaetano e Riccardo Cocciante; contém Aschimilero)

#### Colaborações com outros artistas
- 2003 - I've Been Around, disco solista di Giovanni Tommaso, Musica Jazz (gravação live de 1981, in Sicilian Sunset)